# Ján Valašťan Dolinský
Ján Valašťan Dolinský, született János Valastyan (Békéscsaba, 1892. február 15. – Nyitra, 1965. március 22.) szlovák zeneszerző, népzenegyűjtő, tanár, újságíró, eszperantista.

## Életútja
1892. február 15-én született Békéscsabán. Az apja János asztalos volt, de hamarosan meghalt. Anyja Belicza Zsófia volt. Szülőhelyén végezte az elemi iskolát, Aradon pedig a tanári tanulmányait, ahol zenei alapképzést is szerzett. 
Rövid ideig a telekgerendási falusi iskolában, majd 1913-tól a Vágújhelyi járásban található Hrachovistyén tanított, ahol gyermekkórust alapított és vezetett. 1917-ben házasságot kötött a kismodrói Vilma Dankovával. Verseket is kezdett írni, amelyeket a Živena folyóiratban közöltek. Mivel attól tartott, hogy hazafias érzelmei miatt a magyar hatóságok üldözhetik, ezért J. V. Dolinský néven publikálta ezeket. 1918-ban megszületett fia, Bohuslav, aki szintén tanár és zeneszerző lett.
Csehszlovákia létrejötte után a berezói Városi Iskola tanára lett. Tanítói feladatai mellett kántorként szolgált a helyi evangélikus kórusban, gyermekkórust és vegyes kórust alapított. Részt vett a helyi Matica slovenská szervezet létrehozásában, és amatőr régészként is dolgozott.
1923-ban a beckói Állami Népiskola igazgatója lett, majd 1928-ban Turócszentmártonba költözött, ahol a gimnáziumban tanított, kórusokat vezetett, tagja volt a Szláv Művészeti Fórumnak, a Bedřich Smetana Egyesületnek. Elemzéseket és kritikákat írt a Slovenské pohľady című folyóiratba. Szerkesztője volt az Evanjelického učiteľa (Evangélikus tanár), a Nášho divadla (Színházunk) zenei mellékletének.  Emellett szlovák népdalokat gyűjtött és szerkesztett, saját szerzeményeket komponált, szlovák költők verseit zenésítette meg. Szlovák dalokat is gyűjtött a Szerbiában és Romániában letelepedett szlovákoktól. 1954-ben például 60 szlovák dalt vett fel a vajdasági Hertelendyfalva (Vojlovica) faluból és 60 dalt a romániai bánáti Temesvukováron (Vuková).
Az eszperantó nyelv lelkes hirdetője volt. Társalapítója volt a Turócszentmártonban működő Szlovák Eszperantó Társaságnak, és főmunkatársa az Esperantisto slovaka című folyóiratnak, amelyben szlovák klasszikusok irodalmi műveit publikálta. Ő írta az első szlovák eszperantó tankönyvet és szótárakat.
Élete végén egészségügyi problémákkal küszködött. Nyitrán halt meg 1965. március 2-án. A turócszentmártoni Nemzeti Temetőben nyugszik.

## Művei
Népdalgyűjtemények
- Čabianske ľudové piesne pre mužský zbor (1923)
- Z našich hôr a dolín (1941)

Daloskönyvek
- Môj spevník
- Slávme slávne...

Tankönyv
- Všeobecná náuka o hudbe (Általános zeneelmélet)

Eszperantó nyelvű művei
- Mluvnica a slovník slovensko-esperantský (1936, szlovák–eszperantó nyelvtan és szótár, az első szlovákiai eszperantó tankönyv)
- Malý esperantsko slovenský slovník (1948, eszperantó-szlovák kisszótár)
- Učebnica jazyka esperanto (1949, eszperantó tankönyv)

Műfordításai eszperantóra
- Božena Slančíková-Timrava: Je la foiro en Detva
- Ladislav Nádaši-Jégé: Adam Ŝangala
- Pavol Országh Hviezdoslav számos műve

## Fordítás
- Ez a szócikk részben vagy egészben  a   Ján Valašťan Dolinský című angol Wikipédia-szócikk ezen változatának fordításán alapul.  Az eredeti cikk szerkesztőit annak laptörténete sorolja fel. Ez a jelzés csupán a megfogalmazás eredetét és a szerzői jogokat jelzi, nem szolgál a cikkben szereplő információk forrásmegjelöléseként.
- Ez a szócikk részben vagy egészben  a   Ján Valašťan Dolinský című cseh Wikipédia-szócikk ezen változatának fordításán alapul.  Az eredeti cikk szerkesztőit annak laptörténete sorolja fel. Ez a jelzés csupán a megfogalmazás eredetét és a szerzői jogokat jelzi, nem szolgál a cikkben szereplő információk forrásmegjelöléseként.